# Bołduczyca
Bołduczyca (biał. Балдучыца) – jezioro na Białorusi, w obwodzie witebskim, w rejonie postawskim. Wchodzi w skład Bołduckiej Grupy Jezior i jest jedynym jeziorem z tej grupy leżącym poza rejonem miadzielskim. Znajduje się na terenie Parku Krajobrazowego „Błękitne Jeziora”. Położone jest w dorzeczu Straczy, 32 km na południowy zachód od Postaw, 12 km od granicy białorusko-litewskiej. Powierzchnia jeziora wynosi 4 ha, długość – 350 m, maksymalna szerokość – 190 m, długość linii brzegowej – 1 km. Stoki niecki jeziora mają wysokość 15–20 m, zabagnione w dolnej części. Ze wszystkich stron wokół jeziora znajdują się zabagnione obszary zalewowe. Z jeziora wypływa strumień do rzeki Łyntupki.
Jezioro w latach 1922–1939 leżało na terytorium II Rzeczypospolitej.